# 나시오나우 아틀레치쿠 클루비 (SP)

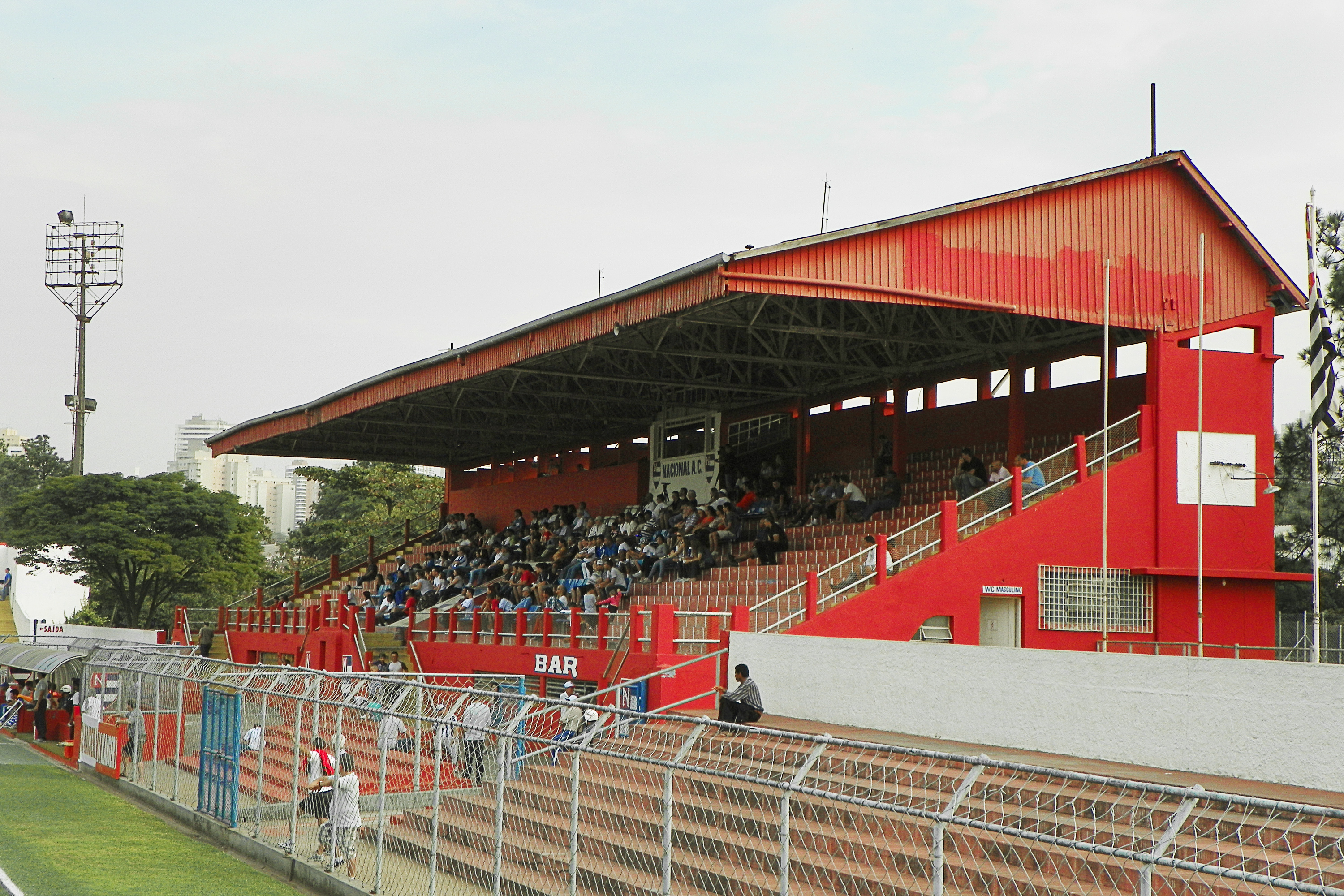
클럽 경기장의 관람석

나시오나우 아틀레치쿠 클루비(브라질 포르투갈어: Nacional Atlético Clube)은 일반적으로 나시오나우로 불리며 상파울루 지구 상파울루에 연고지를 둔 브라질 축구팀이다. 팀은 상파울루주 브라질의 주별 리그의 4부 리그인 캄페오나투 파울리스타 세군다 디비장에 소속되어 있다.
나시오나우는 1919년 2월 16일 영국 소유의 상파울루 철도 회사의 직원들에 의해 상파울루 철도 체육 클럽으로 축구 클럽으로 설립되었으며, 1946년 브라질 제4공화국이 수립되고 철도가 국유화 되면서 이름이 변경되었다. 현재 클럽은 NAC, Naça 및 Ferroviário ("철도")로도 알려져 있으며 마스코트는 기관차이다. 1975년부터는 축구, 배구, 풋살, 복싱, 농구, 버튼 풋볼을 위한 청소년 프로그램에 중점을 두고 있으며, 상파울루주 축구 리그 시스템의 하위 계층으로 강등된 시니어 축구 팀이 존재 한다. 인근 상파울루의 무카 지구에서 Juvenal로 알려진 경기와 함께 CA 주벤투스와 오래된 라이벌전이 존재했다.

## 역대 감독
| 감독            | 임기 |
| --------------- | ---- |
| 바우지르 페레스 | 1996 |
| 바우지르 페레스 | 1998 |
| 바우지르 페레스 | 2000 |